# José Hierro del Real

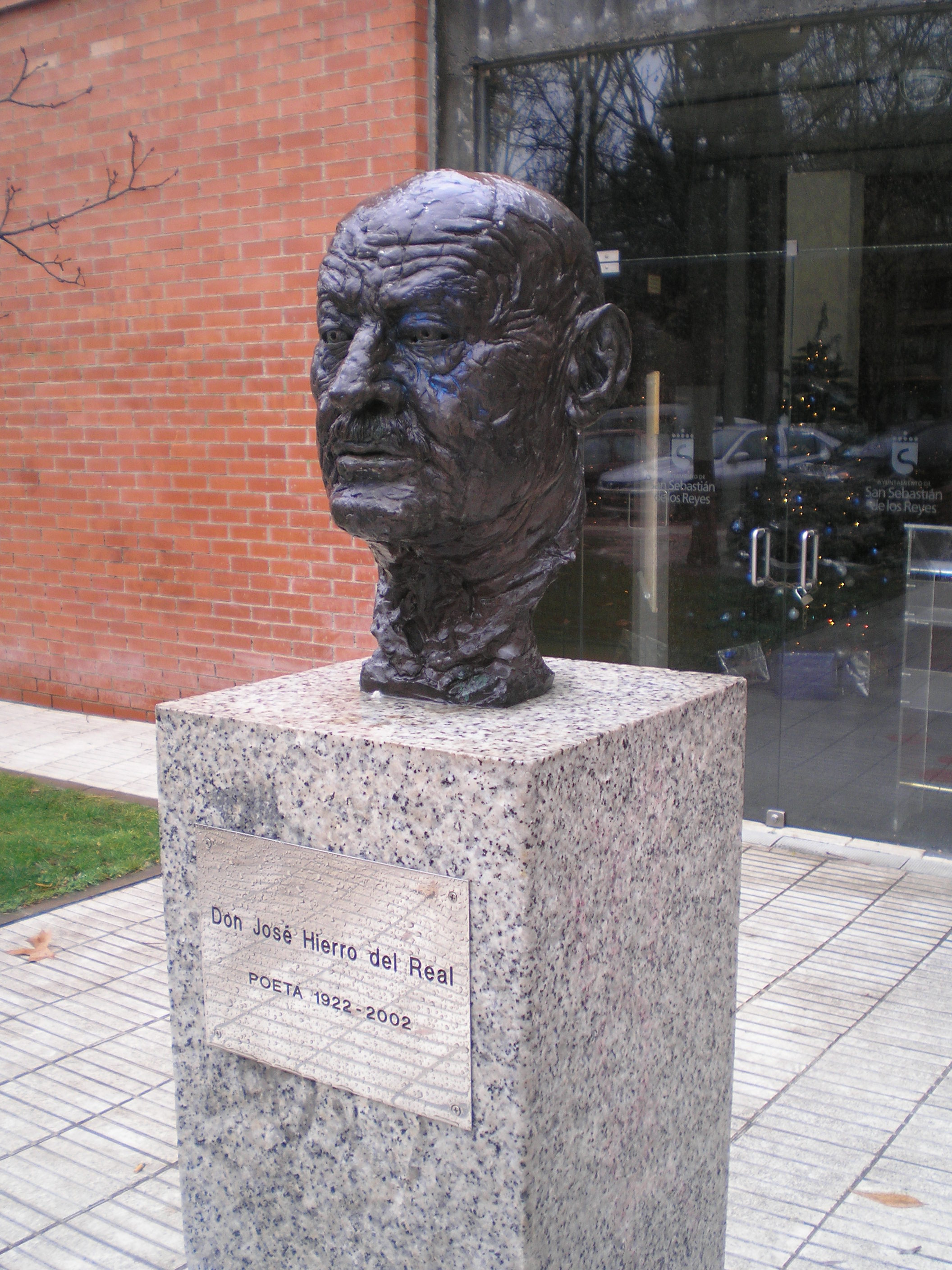
Büste José Hierros in San Sebastián de los Reyes

José Hierro del Real (geboren 3. April 1922 in Madrid – gestorben 21. Dezember 2002 in Madrid), auch bekannt als José Hierro oder Pepe Hierro, war ein spanischer Dichter. Er gehörte innerhalb der sogenannten ersten „Nachkriegsgeneration“ der spanischen Literatur zur Gruppe der entwurzelten oder existenziellen Poesie. Er schrieb für die Zeitschriften Espadaña und Garcilaso.
In seinen ersten Büchern hielt sich Hierro abseits der vorherrschenden Tendenzen und entschied sich, das Werk von Juan Ramón Jiménez, Antonio Machado, Pedro Salinas, Gerardo Diego und auch Rubén Darío fortzusetzen. Als später die soziale Poesie in Spanien Mode wurde, nahm er zahlreiche experimentelle Elemente (literarische Montage, dramatischer Monolog, linguistischer Kulturalismus…) in seine Dichtung auf.

## Biografie
1922 in Madrid geboren, verbrachte er den größten Teil seines Lebens in Kantabrien, da seine Familie, als er zwei Jahre alt war, nach Santander gezogen war. Dort studierte er Wirtschaftswissenschaften, musste sein Studium jedoch 1936 mit Beginn des spanischen Bürgerkriegs abbrechen.
Als der Krieg zu Ende war, wurde er festgenommen und kam wegen Mitgliedschaft in einer „Hilfsorganisation für politische Gefangene“, unter diesen sein eigener Vater, selbst ins Gefängnis. Er verbrachte fünf Jahre im Gefängnis und wurde im Januar 1944 in Alcalá de Henares befreit. Bis 1946 lebte er in Valencia. Dort nahm er im Café El Cato Negro an einem Literarischen Zirkel teil, zu dem unter anderen auch Ricardo Blasco, Angelina Gatell, Alejandro y Vicente Gaos und Pedro Caba Landa gehörten. Er übte verschiedene Brotberufe aus. 1948 schrieb er für die Zeitung Diario Alerta de Santander seine erste Kunstkritik über den aus Burgos stammenden Maler Modesto Ciruelos, einen guten Freund, der noch im selben Jahr starb. Als Kunstkritiker arbeitete er für verschiedene Medien, vor allem für Radio Nacional und das Parteiorgan der spanischen Falange Diario Arriba aus Madrid.
1949 heiratete er María de los Ángeles Torres. Er gründete zusammen mit Carlos Salomón die Zeitschrift Proel, leitete bis 1952 die Veröffentlichungen Cámara de Comercio und Cámara Sindical Agraria und ließ sich zuletzt in Madrid nieder. Dort nahm er seinen Beruf als Schriftsteller wieder auf. Er arbeitete im CSIC und in der Editorial Nacional. Er arbeitete unter anderem für die Literaturzeitschriften Corcel und Espadaña, Garcilaso. Juventud creadora, Poesía de España und Poesía Española. Er war Teilnehmer des Literaturkongresses Congresos de Poesía in Segovia vom 17. bis 24. Juni 1952 und Salamanca am 5. Juli 1953. Im April 1999 wurde er zum Mitglied der Real Academia Española gewählt, er kam jedoch nicht dazu, den Aufnahmevortrag zu halten, da er kurz darauf im Jahr 2000 einen Herzinfarkt erlitt, der sich durch ein Lungenemphysem verkomplizierte, woran er am 21. Dezember 2002 starb.
Er hatte die Angewohnheit, niemals im eigenen Haus zu schreiben, daher war es normal, ihn in der Cafetería der Avenida Ciudad de Barcelona in Madrid zu sehen. Dort und in anderen Cafés schrieb er sein komplettes Werk. Trotzdem war er ein langsamer und gewissenhafter Arbeiter: Einige seiner Gedichte brauchten mehrere Jahre, um ihre endgültige Form zu erhalten. Auch der Malerei widmete er sich zeitweise.
José Hierro erhielt folgende Literaturpreise: Premio Adonáis (1947), Premio Nacional de Poesía  (1953 und 1999), Premio de la Crítica (1958 und 1965), Premio de la Fundación Juan March (1959), Premio Príncipe de Asturias de las Letras (1981), Premio Nacional de las Letras Españolas (1990), Premio Reina Sofía de Poesía Iberoamericana (1995), Premio Cervantes (1998), Premio Europeo de Literatura Aristeión (1999) und Premio Ojo Crítico (1999).
1995 wurde er Doctor Honoris Causa der Universidad Internacional Menéndez y Pelayo und 2002 verlieh ihm auch die Universität Turin die Ehrendoktorwürde. 1982 wurde er von der Comunidad Cantabria als Hijo adoptivo de Cantabria (Adoptivsohn Kantabriens) geehrt.  2002 verlieh ihm die Stadtverwaltung Madrid die Goldmedaille der Stadt. Am 25. April 2008 ehrte ihn die Stadt Santander an der Strandpromenade Paseo Marítimo, neben Puertochico, mit einer Büste, die durch die Verse seiner Gedichte über die Bucht inspiriert wurde: „Wenn ich sterbe, sollen sie mich entkleiden und mit dem Meer vereinen. Die grauen Wasser werden mein Schild sein und es wird nicht nötig sein zu kämpfen.“
Eine weitere Büste des Dichters gibt es auch in San Sebastián de los Reyes (Madrid) gegenüber dem Gebäude der Universidad Popular José Hierro. Dort wird auch der von der Universität ausgesetzte Literaturpreis Premio Nacional de Poesía José Hierro verliehen, der mit einem Preisgeld von 15.000 Euro dotiert ist. Auch in Cabezón de la Sal (Cantabria) wurde er durch eine Büste im Parque del Conde San Diego geehrt, da er diesen jedes Jahr zur Eröffnung des Traditionsfestes Día de Cantabria besuchte.

## Analyse seines Werks
Seine ersten Verse erschienen in verschiedenen Publikationen der republikanischen Front. Nach Kriegsende verbrachte er vier Jahre im Gefängnis, eine Erfahrung, die ihn nachhaltig prägte. So kam es, dass bei seiner Rückkehr auf die literarischen Bühne in den vierziger Jahren fast zeitgleich zwei Bücher erschienen, in denen er seine bitteren autobiografischen Erfahrungen weitergab, die seiner Poesie eine Reife geben, die bei jungen Dichtern selten ist. Das erste heißt Tierra sin nosotros (1947 – Erde ohne uns), und versuchte, wie viele andere Werke der Nachkriegszeit, zu verarbeiten, dass die einst bewohnbare Heimat in Ruinen stand.
Das folgende Buch Alegría (1947 – Freude) (Premio Adonáis) ist eine Fortführung der Gedanken aus Tierra sin nosotros.
Con las piedras, con el viento (1950 – Mit den Steinen, mit dem Wind), gibt Zeugnis einer Liebe, die gleichfalls zum Scheitern verurteilt ist.
Mit Quinta del 42 (1953 – Rekrut von 42) beginnt die Erkundung der Einsamkeit, die Hierro niemals fremd war, die er jedoch verschleiert hatte. Seine soziale Poesie ist ungewöhnlich und sie nimmt die Mechanismen vorweg, die einen Realismus überwanden, der bis dahin die spanische Dichtung geknebelt hatte.
Wirklich antirealistisch ist Cuanto sé de mí (1957 – Soviel ich von mir weiß), ein Buch, das die verbale Sorge unterstreicht, die Vorstellungskraft herausfordert und sich von Geschichte und Zeit loslöst, um Zugang zur „klangvollen Höhle der Rätsel“ zu geben.
Diese Elemente finden ihren Höhepunkt im Libro de las alucinaciones (1964 – Buch der Halluzinationen). Kennzeichnend ist ein kraftvolles irrationales Band, das häufig in einem Gebetsspruch mündet. Auch dieser Gedichtband bricht endgültig mit räumlich-zeitlichen Einteilungen.
1974 veröffentlichte er eine neue Ausgabe von Cuanto sé de mí, 1991 einen neuen Gedichtband mit dem Titel Agenda, 1995 Emblemas neurorradiológicos und gegen Ende der 90er Cuaderno de Nueva York, wobei letzteres als ein Meisterwerk der zeitgenössischen Literatur gesehen wird.
Seine Dichtung ist vergangenheitsgerichtet und drückt eine brüchige Intimität zu einer unversöhnlichen Zeit aus. Der Einfluss von Gerardo Diego ist spürbar. Es beginnt mit einem umstrittenen Thema, der Erinnerung eines Kriegskindes; auch wenn er kein sozialer Poet im eigentlichen Sinne war, wurde er nach und nach gesellschaftlich und existenziell.

## Intertextualität und Polyphonie in Hierros Dichtung
Hierros Lyrik weist eine Reihe von Merkmalen auf, die ihn zu einem typischen Vertreter der Moderne machen. Dazu zählen in erster Linie die Vielstimmigkeit des lyrischen Subjekts und die damit einhergehende Vielfalt von Sprecherperspektiven sowie die dialogischen Strukturen der Gedichte in einer Art von poetischem Maskenspiel unter Verwendung von Rollen und Themen der europäischen Kulturgeschichte. Hierro organisiert dabei die Polyphonie der lyrischen Sprecher mit Hilfe eines dichten intertextuellen Netzwerks, welches seine gesamte Dichtung durchzieht und nicht unwesentlich dazu beiträgt, es auch als Gesamtwerk zusammenzuhalten.
Für einen Großteil der in den Jahren von 1947 bis 1957 erschienenen Gedichtbücher (von Alegría bis Cuanto sé de mí – immerhin knapp die Hälfte des Gesamtwerks) besteht das intertextuelle Netz zum mit Abstand größten Teil aus Werken Romain Rollands, mit deutlichem Abstand gefolgt von Werken Stefan Zweigs. Die poetische Gestaltung und Verarbeitung zentraler Themen Hierros, wie z. B. das Heroische bzw. das heroische Künstlertum oder das Dämonische, sind ohne Rollands Beethoven-Bücher und seinen Jean-Christophe, aber auch Zweigs Der Kampf mit dem Dämon und Drei Meister überhaupt nicht vorstellbar: Beispielsweise verweisen Titel und Eröffnungsgedicht von Alegría unmittelbar auf Beethovens „Durch Leiden zur Freude“ („por el dolor a la alegría“), in Cuanto sé de mí findet sich ein Eroica-Gedicht Hierros, welches mehrere Beethoven-Themen Rollands in der Weise einer poetischen Sinfonie „durchführt“. Zahlreiche weitere Beispiele für die enge intertextuelle Verbindung sind in Hierros Gedichten zu finden.
Zweigs Darstellung der ganz dem Dämonischen verschriebenen Dichter Kleist, Hölderlin, Nietzsche und ihrer antidämonischen Gegenstimme Goethe wirkt wie ein strukturbildendes Grundgerüst für die Hierros Dichtung durchziehende Polarität zwischen Kampf gegen und Hingabe an die Maßlosigkeit der halluzinatorischen Einbildungskraft. Der in diesem Zusammenhang von Hierro verwendete Begriff „Halluzination“ im Sinne einer im eigentlichen Wortsinn „mystischen“ Wirklichkeitsauffassung und -darstellung (das Sehen mit geschlossenen Augen) wird gleichermaßen auch in den Werken Rollands gebraucht. Allein die Art und Weise des Gebrauchs von „alucinación“ bei Hierro ist für sich alleine bereits ein mehr als ausreichender Beweis für die enge intertextuelle Verbindung seines frühen Werkes mit der literarischen Welt Romain Rollands.
Interessanterweise ist die enge Verflechtung mit Texten Romain Rollands weitgehend auf die Gedichtbücher von Alegría bis Cuanto sé de mí begrenzt. In dem 1964 erschienenen Libro de las alucinaciones ist Gerardo Diegos „Angeles des Compostela“ der dominierende Referenztext.

## Veröffentlichungen
in Spanisch
- Alegría, Madrid, Col. Adonáis, 1947 (Premio Adonáis 1947).
- Tierra sin nosotros, Santander, Proel, 1947.
- Con las piedras, con el viento, Santander, Proel, 1950.
- Quinta del 42, Madrid, Editora Nacional, 1952.
- Antología, Santander, 1953 (enthält unveröffentlichte Gedichte. Premio Nacional de Literatura).
- Estatuas yacentes, Santander, Beltrán de Heredia, 1955.
- Cuanto sé de mí, Madrid, Ágora, 1957 (Premio de la Crítica).
- Poesías completas. 1944–1962, Madrid, Giner, 1962.
- Libro de las alucinaciones, Madrid, Editora Nacional, 1964 (Premio de la Crítica).
- Problemas del análisis del lenguaje moral (1970).
- Cuanto sé de mí, Barcelona, Seix Barral, 1974 (vollständiges lyrisches Werk mit unveröffentlichten Gedichten).
- Quince días de vacaciones (1984), Prosa.
- Reflexiones sobre mi posía (1984), Essay.
- Cabotaje (1989), Anthologie.
- Agenda, Madrid, Prensa de la ciudad, 1991.
- Prehistoria literaria, Santander, Artes Gráficas Gonzalo Bedia, 1991 (nicht im Buchhandel erhältlich).
- Emblemas neurorradiológicos (1995).
- Sonetos, Ayuntamiento de Santa María de Cayón, Cantabria, 1995 (2. erweiterte Auflage, San Sebastián de los Reyes, Universidad Popular José Hierro, 1999).
- Cuaderno de Nueva York, Madrid, Hiperión, 1998 (Premio Nacional de Literatura).
- Guardados en la sombra, Madrid, Visor, 2002.
- José Hierro. Poesías completas (1947–2002), Madrid, Visor, 2009.

## Bibliografie
- Rogers, D. M.: «El tiempo en la poesía de J. Hierro» en Archivum, nos 1-2 (nov. de 1961), pp. 201-230.
- Jiménez, J.O.: «La poesía de J. Hierro», en Cinco poetas del tiempo (Madrid, 1972), pp. 177-326.
- Villar, A. del «El vitalismo alucinado de J. Hierro», en Arbor, nº 349 (enero de 1975), pp. 67-80.
- Peña, P. J. de la: Individuo y colectividad: el caso de J. Hierro (Valencia, 1978).
- Albornoz, A. de: José Hierro (Madrid. 1981).
- González, J.M.: Poesía española de posguerra: Celaya, Otero, Hierro (1950-1960) (Madrid, 1982).
- Torre, E. E. de: José Hierro: poeta de testimonio (Madrid, 1983).
- García de la Concha, V.: «Un poeta del tiempo histórico: J. Hierro», en La poesía española de 1935 a 1975 (Madrid, 1987), tomo II, pp. 632-660.
- Corona Marzol, G.: Bibliografía de José Hierro (Zaragoza, 1988) y Realidad vital y realidad poética (Poesía y poética de J. Hierro) (Zaragoza, 1991).
- V.V. A.A.: A José Hierro. Encuentros. Domingo Nicolás (Ed.) Instituto de Estudios Almerienses. (Almería, 1999).
- V.V. A.A.: Espacio Hierro. Medio siglo de creación poética de José Hierro. Juan Antonio González Fuentes y Lorenzo Olivan (Eds.) Universidad de Cantabria. (Santander, 2001).
- Vierna, Fernando de: «La leyenda del almendro» en Exordio, nº 2. (Santander, 2003).
- Kiefer, P.: José Hierro – Genese und Ausformung seines lyrischen Werks (Hamburg, 2011).